# Rychlostní silnice S14 (Polsko)

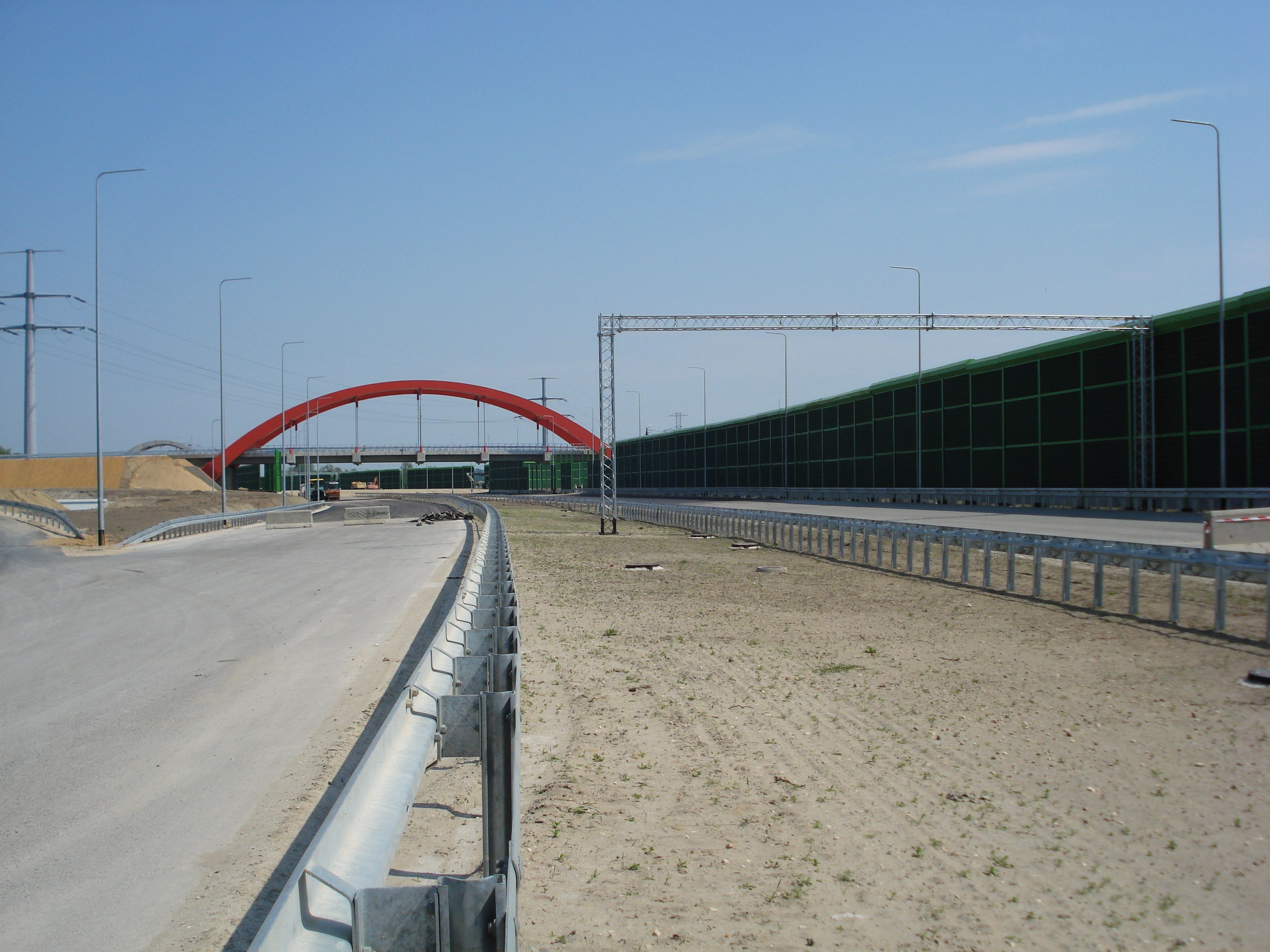
Stavba křižovatky Pabianice Północ v roce 2012.

Rychlostní silnice S14 je polská rychlostní silnice, která v budoucnu propojí dálnici A2 pomocí křižovatky Emilia a rychlostní silnicí S8 pomocí křižovatky Róża. Rychlostní silnice povede na západní straně Lodže, Zgierzu a Pabianic. Celá povede v Lodžském vojvodství. Celková délka rychlostní silnice bude 41 km, z toho je 13,7 km v provozu a 28,5 km ve výstavbě. Ve výstavbě je úsek Lodž – Lublinek – Emilia. První úseky byly zprovozněny v roce 2012. Rychlostní silnice S14 má být dokončena v roce 2023.

## Historie stavby úseku Lodž – Lublinek – Emilia
- Únor 2011 – bylo schváleno zahájení výstavby 27,2 km dlouhého úseku od křižovatky Emilia po křižovatku Lodž Lublinek.
- 23. března 2011 – bylo vydáno stanovisko o vyhodnocení vlivů na životní prostředí
- 16. prosince 2011 – bylo vyhlášeno výběrové řízení na stavbu rychlostní silnice
- 25. dubna 2012 – Výběrové řízení vyhrála společnost Mosty Katowice.
- 7. května 2012 – s Mosty Katowice byla podepsána dohoda o přípravě programového konceptu, konstrukčního řešení, podrobného návrhu a zadávací dokumentace, spolu se získáním povolení ke stavbě do 29 měsíců (do října 2014).
- 29. září 2014 – Společnost Mosty Lodž prodloužila termín projektování silnice do března 2015 z důvodu prodlouženého vydávání rozhodnutí Ministerstva ochrany životního prostředí o schválení projektování a dokumentace geologických prací.
- 14. listopadu 2014 – Předsedkyně vlády Ewa Kopacz oznámila, že Rada ministrů přijala územní smlouvu pro Lodž na období 2014–2020, která zahrnuje výstavbu rychlostní silnice S14.
- 14. listopadu 2016 – Jerzy Szmit z Ministerstva infrastruktury a výstavby na tiskové schůzce, která se konala poblíž křižovatky Pabianice Północ, podepsal rozhodnutí vstoupit do druhé etapy výběrového řízení na stavbu rychlostní silnice S14. Plánované uvedení do provozu je v roce 2020.
- 1. prosince 2016 oznámilo Generální ředitelství pro národní silnice a dálnice zahájení druhé etapy výběrového řízení. Plánované datum podpisu smlouvy je v polovině roku 2017.

- Dne 21. dubna 2017 bylo výběrové řízení zrušeno.

- 30. června 2017 – bylo vyhlášeno druhé výběrové řízení

- Říjen 2018 – podepsána smlouva na stavbu úseku rychlostní silnice S14 z Lodže Teofilów – Lodž Lublinek
- 22. srpna 2019 – byla podepsána smlouva na stavbu uzlu Teofilów – Słowik. Zhotovitelem je čínská společnost Stecol. Stavba bude stát 724,1 milionu PLN má být dokončena do 23. dubna 2023.